# Stora Olas öga
Stora Olas öga är en sjö i Laxå kommun i Västergötland och ingår i Motala ströms huvudavrinningsområde. Stora Olas Öga ligger i Tivedens nationalpark (västra) Natura 2000-område. Sjöns area är 0,002 kvadratkilometer och den befinner sig 181 meter över havet.